# Stańków (Ukraina)
Stańków (ukr. Станків) – wieś na Ukrainie, w rejonie stryjskim obwodu lwowskiego. 
Według stanu na 2024 rok wieś liczy 1 145 mieszkańców.
Znajduje tu się przystanek kolejowy Stańków, położony na linii Stryj – Iwano-Frankiwsk.
W II Rzeczypospolitej do 1934 samodzielna gmina jednostkowa. Następnie należała do zbiorowej wiejskiej gminy Bratkowce w powiecie stryjskim w woj. stanisławowskim. 
W latach 1944–1945 nacjonaliści ukraińscy z OUN-UPA zamordowali tutaj 12 Polaków.
Po wojnie wieś weszła w struktury administracyjne Związku Radzieckiego.